# Eye-Fi
Eye-Fi（アイファイ）は、米Eye-Fi,Inc.が発売する無線LAN機能を内蔵したデジタルカメラ用SDメモリーカードおよびそれを使用したネットワークサービスである。日本では日本法人アイファイジャパン株式会社が販売していた。

## 概要
SDメモリーカードに無線LANクライアント機能を内蔵しており、SDカードスロットを搭載したデジタルカメラであれば基本的にはどの機種でも使用可能となる。
また、機種によってはカメラメーカーが公式対応を表明し、下述のようにEye-Fiカードを装着する事で専用の管理メニューやWebアップロードボタンが表示されるようになっている。
このカードを使用することで、メモリカードをデジタルカメラから取り出したり、デジタルカメラをパソコンに接続することなく、記録した写真データや動画データを無線LANによるワイヤレス通信でパソコンに転送したり、オンラインアルバムや写真共有サイトなどの各種オンライン写真サービスにアップロードすることが可能となる。また、iPadやiPhone、Androidデバイスに直接転送することもできる。Androidデバイスに転送した場合は、ジオタグを自動的に付与することもできる。
従来までは記録された全データを転送していたが、2009年6月の管理ソフト（Eye-Fi Manager。現Eye-Fi Center）のアップデート以後は画像・動画を選択して転送することが可能となった。
エンドレスモードというものがあり、これは転送された古い写真から順番に削除していくものである。
無線LANの規格はIEEE 802.11b/g（X2ではIEEE 802.11nにも対応）に対応し、セキュリティもWEP(40/104/128)およびWPA/WPA2(PSK)に対応している。

### 事業売却、旧製品のサポート終了
2016年6月17日にEyefiクラウドサービスをリコーの研究開発子会社であるRicoh Innovations Corporation（RIC）が取得すると発表した。なお、事業譲渡以降もEyefi mobiカードのサポートやクラウドサービスはRICが継承するため、既存ユーザーはそのまま継続して利用出来るとしている。
2016年7月、Eye-Fiは2016年9月16日をもって、X2以前の製品は使用不能になるとアナウンスした。サポート終了の理由として「対象製品ラインに含められている主要テクノロジーの一部が時代遅れとなりつつある」としている。なお、既存ユーザーへの救済措置として、クラウドサーバーを使わずにデータ転送を可能にする（ダイレクトモード、インフラストラクチャモード両対応）ユーティリティが提供されている。
2016年8月23日には東芝がEyefi社とライセンス契約を締結、無線LAN内蔵SDカード「FlashAir」にEyefi Connected機能を搭載すると発表、2016年度中に製品化を予定しているほか、既存のFlashAirカードでもEyefi mobiアプリやEyefiクラウドサービスが使えるようになる。
一連の事業売却に伴い、日本の事業子会社であるアイファイジャパンは2016年8月31日付けで会社解散となった。

## 製品

### クラシックシリーズ
X2発売以前の旧シリーズ。
Eye-Fi Share
通常モデル。日本ではこれのみ発売。SD仕様の2GBモデルと、SDHC仕様で動画対応の4GBモデル「Eye-Fi Share Video」が発売されている。
Eye-Fi Explore
Shareの基本機能に加え、無線LANのアクセスポイントを活用して位置情報（ジオタグ）を取得し、アップロード時にジオタグを付加することが可能。また1年間限定で米国内の1万か所の無線LANアクセスポイントに無料でアクセスが可能。現在は動画対応の4GBモデル「Eye-Fi Explore Video」に変更されている。
Eye-Fi Home
オンラインサービスへのアップロード機能を省略し、PCへの転送のみに特化したモデル。2GBと動画対応の4GBモデル「Eye-Fi Home Video」が発売されている。
Eye-Fi Geo
北米のApple Store限定で販売されている、2GBモデル。ジオタグに対応し、撮影した写真をMacに転送する事でiPhotoの撮影地機能で場所ごとに自動分類可能。オンラインサービスへのアップロード機能はオプション扱いとなる。
Eye-Fi Pro
2009年6月に発表されたプロユースモデル。Exploreの機能に加え、RAW画像のアップロードと無線LANのアドホック通信に対応した。容量4GB。

### X2シリーズ
2010年1月に発表され、北米では3月より、日本でも5月より発売されている高速モデル。メモリのスピードをSDHCスピードクラスのClass6準拠に高速化させ、無線通信もIEEE802.11nに対応、さらに転送した画像を自動削除する「エンドレスモード」を追加した。動画転送においてもAVCHD形式の動画に対応している。2011年1月に開催されたコンシューマー・エレクトロニクス・ショーにて、Eye-Fi自体をアクセスポイントにし、パソコンやスマートフォン、タブレットコンピュータと直接接続して画像・動画を転送できる「ダイレクトモード」を発表、2011年4月中（日本では5月中）にX2シリーズに無償アップデートで対応する予定となっている。
Eye-Fi Connect X2
Shareの後継となる通常モデル。容量4GB。
Eye-Fi Mobile X2
ダイレクトモード対応に合わせて発売されるConnectの大容量モデル。容量8GB。
Eye-Fi Geo X2
Geoの後継となる北米Apple Store限定モデル。容量4GB。
Eye-Fi Explore X2
Exploreの後継となる位置情報対応モデル。容量8GB。
Eye-Fi Pro X2
Proの後継となるプロユースモデル。容量8GB、16GB(16GBのみClass10)。

### mobiシリーズ
スマートフォン・タブレットに特化したモデル。
2013年6月に発表、スマートフォン・タブレットのみで設定が可能。アカウント作成も必要なし。無料の専用アプリ（iOS/ Android™）をダウンロードし、カードケースに記載された10桁のアクティベーションコードを入力するだけでスマートフォン・タブレットに転送可能。転送先に指定できるスマートフォン、タブレットは現時点では1台のみで複数のデバイスに送ることはできない。当初、PCへの直接転送は非対応だったが、後に対応した。スピードはClass10。
Eye-Fi Mobi 4GB
Eye-Fi Mobi 8GB
Eye-Fi Mobi 16GB
Eye-Fi Mobi 32GB

## 対応サービス
北米および日本で提供されているサービスが利用可能。以下のサービスを登録して使用する。
- 30days Album（paperboy&co.）
- Evernote（Evernote Corporation.）
- Facebook（Facebook）
- flickr（Yahoo!、動画対応）
- はてなフォトライフ（はてな）
- livedoor PICS（ライブドア）
- mixiフォトアルバム（ミクシィ）
- MobileMe（Apple）
- Movable Type（シックス・アパート）
- MyAlbum（マイアルバム）
- my Picturetown（ニコン）
- マイフォトボックス（キタムラ）
- OCN Blogzine（NTTコミュニケーションズ）
- フォト蔵（ウノウ）
- Picasa（Google、動画対応）
- Snapfish（Snapfish）
- Type Pad（シックス・アパート）
- Vox（シックス・アパート）
- YouTube（Google、動画対応）
- gooブログ（goo）
- Cocoaギガストレージ (NTTコミュニケーションズ)
- CANON iMAGE GATEWAY（キヤノン）
- お便りフォトサービス（NTTドコモ)

## Eye-Fi 連動機能搭載デジタルカメラ・ビデオカメラ
北米および日本で発売されているデジタルカメラ・ビデオカメラのうち、なんらかの連動機能を持つモノ。ただし、連動機能の有無にかかわらず、大抵のSDカード対応デジタルカメラはEye-Fiの自動転送機能等を利用可能となっている。
| メーカー     | 型番              | 連動機能 | 連動機能                    | 連動機能                   | 連動機能        | 連動機能             | 連動機能         | 連動機能                       | 連動機能          | 連動機能                | 発売時期   |
| メーカー     | 型番              | 電源管理 | メニューからの Wi-Fi On/Off | 電池残量 連動 Wi-Fi On/Off | 転送中 状態表示 | 未転送 ファイル 通知 | AP 追加登録 設定 | ファームウェア バージョン 確認 | MAC アドレス 表示 | AC接続状況 連動転送制御 | 発売時期   |
| ------------ | ----------------- | -------- | --------------------------- | -------------------------- | --------------- | -------------------- | ---------------- | ------------------------------ | ----------------- | ----------------------- | ---------- |
| ニコン       | Nikon D60         | ○        | －                          | －                         | －              | －                   | －               | －                             | －                | －                      | 2008-02-22 |
| ニコン       | Nikon D90         | ○        | ○                           | －                         | －              | －                   | －               | －                             | －                | －                      | 2008-09-19 |
| ニコン       | Nikon D5000       | ○        | ○                           | －                         | ○               | ○                    | －               | －                             | －                | －                      | 2009-05-01 |
| ニコン       | Nikon D300S       | ○        | ○                           | －                         | ○               | ○                    | －               | －                             | －                | －                      | 2009-08-28 |
| ニコン       | Nikon D3000       | ○        | ○                           | －                         | ○               | ○                    | －               | －                             | －                | －                      | 2009-08-28 |
| カシオ計算機 | CASIO EX-Z400     | ○        | ○                           | －                         | ○               | －                   | －               | －                             | －                | －                      | 2009-01-23 |
| カシオ計算機 | CASIO EX-FC100    | ○        | ○                           | －                         | ○               | －                   | －               | －                             | －                | －                      | 2009-02-20 |
| カシオ計算機 | CASIO EX-S12      | ○        | ○                           | －                         | ○               | －                   | －               | －                             | －                | －                      | 2009-02-27 |
| カシオ計算機 | CASIO EX-Z1       | ○        | ○                           | －                         | ○               | －                   | －               | －                             | －                | －                      | 2009-02-27 |
| カシオ計算機 | CASIO EX-FS10     | ○        | ○                           | －                         | ○               | －                   | －               | －                             | －                | －                      | 2009-04-10 |
| カシオ計算機 | CASIO EX-Z450     | ○        | ○                           | －                         | ○               | －                   | －               | －                             | －                | －                      | 2009-08-28 |
| カシオ計算機 | CASIO EX-Z90      | ○        | ○                           | －                         | ○               | －                   | －               | －                             | －                | －                      | 2009-09-11 |
| カシオ計算機 | CASIO EX-H10      | ○        | ○                           | －                         | ○               | －                   | －               | －                             | －                | －                      | 2009-10-09 |
| カシオ計算機 | CASIO EX-FC150    | ○        | ○                           | －                         | ○               | －                   | －               | －                             | －                | －                      | 2009-11-27 |
| カシオ計算機 | CASIO EX-FH25     | ○        | ○                           | －                         | ○               | －                   | －               | －                             | －                | －                      | 2009-11-27 |
| カシオ計算機 | CASIO EX-FS10S    | ○        | ○                           | －                         | ○               | －                   | －               | －                             | －                | －                      | 2009-11-27 |
| カシオ計算機 | CASIO EX-Z330     | ○        | ○                           | －                         | ○               | －                   | －               | －                             | －                | －                      | 2010-01-29 |
| カシオ計算機 | CASIO EX-Z2000    | ○        | ○                           | －                         | ○               | －                   | －               | －                             | －                | －                      | 2010-02-26 |
| カシオ計算機 | CASIO EX-Z550     | 詳細不明 | 詳細不明                    | 詳細不明                   | 詳細不明        | 詳細不明             | 詳細不明         | 詳細不明                       | 詳細不明          | 詳細不明                | 2010-02-26 |
| カシオ計算機 | CASIO EX-H15      | 詳細不明 | 詳細不明                    | 詳細不明                   | 詳細不明        | 詳細不明             | 詳細不明         | 詳細不明                       | 詳細不明          | 詳細不明                | 2010-03-12 |
| 三洋電機     | SANYO DMX-WH1E    | ○        | ○                           | ○                          | ○               | －                   | ○                | ○                              | ○                 | －                      | 2009-06-19 |
| 三洋電機     | SANYO DMX-CG11    | ○        | ○                           | ○                          | ○               | －                   | ○                | ○                              | ○                 | －                      | 2009-09-11 |
| 三洋電機     | SANYO DMX-CS1     | ○        | ○                           | ○                          | ○               | －                   | ○                | ○                              | ○                 | ○                       | 2010-02-19 |
| 三洋電機     | SANYO DMX-SH11    | ○        | ○                           | ○                          | ○               | －                   | ○                | ○                              | ○                 | ○                       | 2010-02-19 |
| 三洋電機     | SANYO DMX-CG110   | ○        | ○                           | ○                          | ○               | －                   | ○                | ○                              | ○                 | ○                       | 2010-02-19 |
| キヤノン     | CANON iVIS HF M31 | ○        | ○                           | －                         | ○               | －                   | －               | －                             | －                | －                      | 2010-02-15 |
| キヤノン     | CANON iVIS HF R10 | ○        | ○                           | －                         | ○               | －                   | －               | －                             | －                | －                      | 2010-02-15 |
| キヤノン     | CANON IXY 10S     | ○        | ○                           | －                         | ○               | －                   | －               | －                             | －                | －                      | 2010-02-19 |
| キヤノン     | CANON EOS Kiss X4 | 詳細不明 | 詳細不明                    | 詳細不明                   | 詳細不明        | 詳細不明             | 詳細不明         | 詳細不明                       | 詳細不明          | 詳細不明                | 2010-02-26 |
| キヤノン     | CANON iVIS HF S21 | 詳細不明 | 詳細不明                    | 詳細不明                   | 詳細不明        | 詳細不明             | 詳細不明         | 詳細不明                       | 詳細不明          | 詳細不明                | 2010-03-15 |
| ペンタックス | PENTAX Optio H90  | ○        | ○                           | －                         | ○               | －                   | －               | －                             | －                | －                      | 2010-02-18 |
| ペンタックス | PENTAX Optio I-10 | 詳細不明 | 詳細不明                    | 詳細不明                   | 詳細不明        | 詳細不明             | 詳細不明         | 詳細不明                       | 詳細不明          | 詳細不明                | 2010-02-25 |

## 備考
- Eye-Fi利用者向けにandroidやiPhone用アプリケーションの提供を開始している。スマートフォンやタブレットの内蔵カメラで撮影した写真をパソコンへ転送したり、オンライン写真サービスにアップロードでき、位置情報機能も使用可能となっている。ダイレクトモードの対応に合わせてこのアプリがアップデートされ、ダイレクトモードでの受信とiPadへの対応も予定されている。
- また、2ndNature社のiPhone・iPad用画像転送アプリ「ShutterSnitch」がEye-Fiに対応しており、ルーターを介してではあるがEye-Fiカードを搭載したデジタルカメラで撮影した画像をiPhoneやiPadに直接転送し、その場でフォトビューアーとして使えるようになっている。Android用にもEye-Fiの画像を受信できるアプリが各種配布されている。
- 公衆無線LANサービスを使用することが可能で、Explore X2およびEye-Fi Pro X2ではDevicescape社との提携による認証システムを搭載し、FREESPOTやFONなどのオープンネットワークへの自動接続が可能になるほか、Web認証が必要なサービスについてもアカウントをあらかじめ登録することで利用可能となる。それ以外のモデルでは認証システムやブラウザ機能を備えていないため、Web認証が必要となる公衆無線LANサービスは使用できない。日本国内では現在、以下の2サービスのみ使用可能である。なおHOTSPOTの接続サービス「HOTSPOT connect×Eye-Fi」は2010年7月末で終了した。[7]
  - livedoor Wireless - 「MACアドレス認証サービス」を使用し、Eye-FiカードのMACアドレスを事前に登録することで使用可能。
  - FREESPOT - Web認証が必要ないため、暗号化されている・されていないを問わず、管理ソフトで事前に登録することで使用可能。